# Глобіденс
Глобіденс (Globidens) — рід вимерлих плазунів підродини Мозазаврові родини Мозазаври підряду ящірок. Мав 3 види. Мешкали у пізньому крейдовому періоді.

## Опис
Загальна довжина досягала 6 м. За зовнішнім виглядом дуже схожий на інших представників родини — мали обтічний тулуб з ластами, сплощений з боків хвіст і потужні щелепи. Своєю назвою вони завдячують своїм величезним зубам — задні досягали у них 3 см в поперечнику, а передні були хоч і невеликі, зате гострі. Вони були рівними й округлими, більше схожими на м'ячі для гри в гольф. За весь час вдалося виявити лише кілька щелеп глобіденсів, проте зуби їх знаходили в різних частинах світу.

## Спосіб життя
Перебували увесь час у воді. Гарно плавали та пірнали на значну глибину. Живилися молюсками і ракоподібними, переламуючи їх міцними щелепами.

## Розповсюдження
Вперше виявлено у 1912 році в Алабамі (США), згодом у різних частинах Північної Америки, у Бельгії та Марокко.

## Види
- Globidens alabamaensis, (Gilmore, 1912)
- Globidens dakotensis, (Russell, 1975)
- Globidens phosphaticus, (Bardet et al., 2004)